# Deniz Kurku

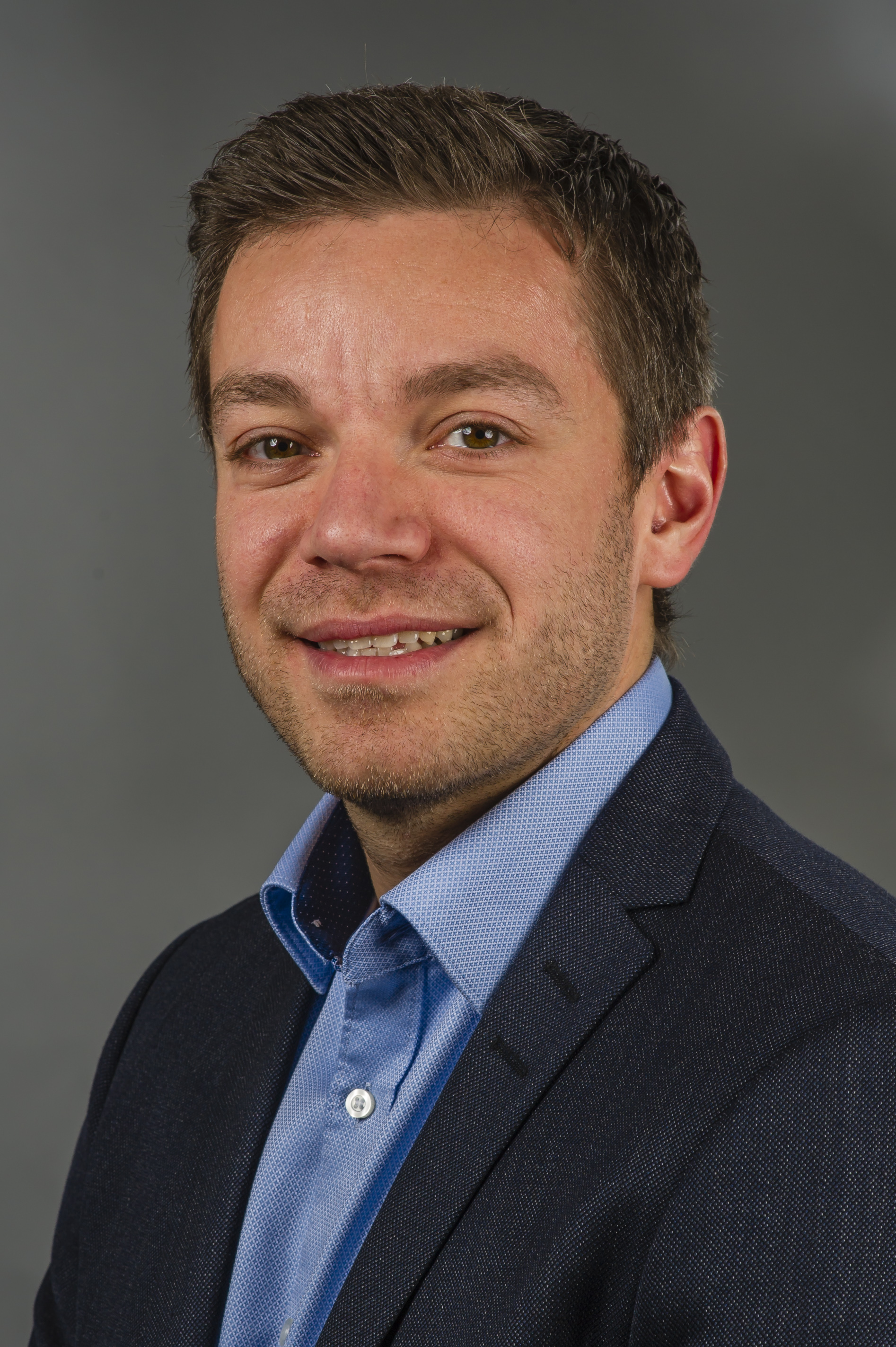
Deniz Kurku, 2018

Deniz Kurku (* 8. August 1982 in Delmenhorst) ist ein deutscher Politiker (SPD). Seit November 2017 ist er Abgeordneter im Landtag Niedersachsen. Seit 2022 hat er das Ehrenamt als niedersächsischer Landesbeauftragter für Migration und Teilhabe inne.

## Leben
Deniz Kurku studierte nach dem Abitur 2003 und dem Zivildienst ab 2004 Politikwissenschaft an der Universität Bremen mit Bachelorabschluss. Ab 2006 arbeitete Kurku beim Bremer Senator für Arbeit, Frauen, Gesundheit, Jugend und Soziales als Werksstudent und war bei der Gemeinschaftsinitiative "Equal"tätig. Er war dann als wissenschaftlicher Mitarbeiter der Bundestagsabgeordneten Holger Ortel und Susanne Mittag tätig.

## Partei und Politik
Kurku trat 2002 in die SPD ein. Seit 2011 gehört er dem Rat der Stadt Delmenhorst an. Bei der Landtagswahl in Niedersachsen 2017 erhielt er ein Direktmandat im Landtagswahlkreis Delmenhorst. Bei der Landtagswahl in Niedersachsen 2022 konnte er das Direktmandat verteidigen.
Zum 8. November 2022 berief die niedersächsische Landesregierung Kurku in seiner Eigenschaft als Landtagsabgeordneter zum niedersächsischen Landesbeauftragten für Migration und Teilhabe, der bei der Niedersächsischen Staatskanzlei angesiedelt ist.